# Société de gestion des marchés autonomes
Pour les articles homonymes, voir Sogema.
La Société de gestion des marchés autonomes (SOGEMA) anciennement Société d’exploitation des marchés de Cotonou (SEMAC) est une entreprise publique à caractère commercial dotée d’une personnalité morale et d’une autonomie financière. Créée en 1988 en remplacement de la SEMAC, elle a pour mission principale la mise en œuvre de la politique du gouvernement dans le domaine de la gestion des marchés.

## Historique
Dès son année de démarrage, en 1977, la SEMAC se charge du transport, de la vente de sable, du ramassage des ordures et de la location des chaises, en dehors l’exploitation des marchés Dantokpa, Gbogbanou et Ganhi.
En 1978 en raison du retrait de la gestion de certains marchés aux sous-préfecture et de l’échec dû aux nouvelles charges, la Société de Gestion des Marchés Autonomes (SO.GE.M.A) fut créée en remplacement de la SEMAC par décret N° 83- 112 le 4 avril 1983, portant création et approbation des statuts de la Société de Gestion des Marchés autonomes (SOGEMA)

## Localisation et description
Situé à Gbogbanou, tout juste après le dernier feu, avant le nouveau pont en allant à Akpakpa, la SOGEMA fait face à la voie inter-Etat BENIN-NIGERIA. C’est un bâtiment en forme de U couché qui se trouve à l’entrée du marché Gbogbanou. Elle est limitée Au Nord par l’Avenue du Roi GHEZO et le marché Dantokpa, au Sud par le marché Gbogbanou, à l’Est par le centre commercial Hage-Ali et le lac Nokoué, à l’Ouest par l’Avenue Delorme.

## Statut juridique
La SOGEMA est une Société d’Etat à caractère commercial dont le capital social à sa création est de 790.200.000 francs CFA et placée sous la tutelle du ministère chargé de la décentralisation. Dotée d’une personnalité morale et, d’une autonomie financière, elle est régie par la loi N° 88-005 du 26 Avril 1988 relative à la création, à l’organisation et au fonctionnement des entreprises publiques et semi-publiques.